# ネットワークトゥデイ
『ネットワークトゥデイ』（Network Today）は、JRN系列で毎週平日の夕方に放送されているTBSラジオ制作の報道番組。原稿を読むだけのことが多いと言われるラジオ ニュースの中にあって、取材音源を使う番組の一つである。
この項では2019年3月29日（金曜日）まで、JRNの同時ネット枠で放送されてきた関連番組の『ネットワーク・フラッシュ』と『“ほっと”インフォメーション』についても記述する。

## 概要
1963年に開始したネットワークニュースの『ニュースハイライト』、ならびにそれを内包する1990年度から1992年度にかけて放送された『イブニングネットワーク』というコンプレックス枠を発展させる形で、1993年4月5日に放送を開始。姉妹番組として、『ウィークエンドネットワーク』が土曜日の17:45 - 17:50に放送されている。
『ネットワークトゥデイ』では、前身に当たる『ニュースハイライト』から、JRN加盟各放送局の取材網を使い、その日1日の重要な事件や話題を取材テープ、記者・アナウンサーのレポートを交えて詳しく解説する体裁を整えている。主に昼のJNN系昼の情報番組（『きょう発プラス!』→『ピンポン!』→『ひるおび!』）のJNNニュース（2009年度のみ『THE NEWS』）コーナーで出たJNN記者リポートおよび上りニュースを録音・編集したものを素材として放送している（いわゆる使い回し）。夏期にはストレートニュースのほかに、JRN各局がテーマに沿って取材した企画特集を放送する（例：2018年「シリーズ・この30年間」、2023年「ここから届けたい」）。

### TBSラジオでの放送形態
TBSラジオでは、『若山弦蔵の東京ダイヤル954』第2部『夕刊TBS』に内包する「コンプレックスのコンプレックス」時代を経て、1995年4月から2019年3月まで『荒川強啓 デイ・キャッチ!』に内包されてきた。『デイ・キャッチ!』への内包時代の途中から、後半のヘッドラインニュースの部分が独立。『ネットワーク・フラッシュ』という別番組として編成されるとともに、スポーツニュース枠の『“ほっと”インフォメーション』（後述）を組み合わせる格好で、同時ネットゾーンを形成してきた。
2019年4月改編で平日夕方の生ワイド番組を『ACTION』に変更することを機に、17:30 - 17:44に単独番組として編成。また、ニュースデスクが1人で進行するフォーマットに改めた。『ネットワーク・フラッシュ』と『“ほっと”インフォメーション』については、『デイ・キャッチ!』の本編とともに同年3月29日（金曜日）で終了。同年4月1日以降は、両コーナーの内容を『ネットワークトゥデイ』に集約させ、「その他のニュースとスポーツ」のコーナーとした（ただし実際にはコーナー名はエンディングで「ニュースとスポーツをお伝えしました」とコメントしているにとどまる）。
『ACTION』が2020年9月25日（金曜日）で終了したことに伴って、同月28日（月曜日）から2023年9月29日（金曜日）までは、『荻上チキ・Session』に内包された。ただし、『東京ダイヤル954』『デイ・キャッチ!』へ内包していた時期と違って、『Session』のパーソナリティ（基本として荻上チキと南部広美）は当番組に出演していなかった。
TBSラジオでは2023年の10月改編で、平日ランチタイム - 深夜帯の生ワイド番組の放送時間を大幅に変更。『荻上チキ・Session』の放送枠を平日の18:00 - 21:00に移動させる一方で、同年の4月改編から午後（13:00 - 15:30）の時間帯に放送されている『こねくと』（月 - 木曜）と『金曜ワイドラジオTOKYO えんがわ』の放送時間を14:00 - 17:30に繰り下げた。当番組については、放送時間を17:30 - 17:44に据え置く一方で、10月2日（月曜日）から単独番組としての編成に戻している。
2025年4月1日（火曜日）から『こねくと』『えんがわ』の放送時間が短縮され『荻上チキ・Session』が平日17:00 - 20:00に繰り上がることにより、再び内包番組となった。

### 近畿広域圏での放送形態
毎日放送→MBSラジオ（以下、MBS）では、『ニュースハイライト』が当番組の前番組『イブニングネットワーク』に組み込まれた1990年4月以降、『ウィークエンドネットワーク』を含めて、全国ニュースおよびスポーツニュースのパートを本編自社制作の企画ネットコーナーとして夕方の生ワイド番組に内包させている。MBSからの上りニュースについても、『JNNニュース（『ひるおび!』内および土曜11:45）』で放送されたニュースの録音が大半を占めることから、緊急時を除けばMBSのラジオニュースが全国で同時に流れることはない。
また、和歌山放送（以下、WBS）でもMBSと同様の企画ネット形式で放送するが、フロート内包先の番組（2023年10月期現在は『wbsニュース5』）の冒頭・17時から15分間の『ニュース・パレード』との重複・棲み分けの観点から、全国ニュースは主に17時台最終盤の17:50過ぎからの「ニュース5トピックス」で取り上げ、「ネットワークトゥディ」では主として和歌山県のローカルニュースを紹介している。
このため、両局とも毎年8月のJRN夏休み企画には参加していなかったが、WBSは2015年から、MBSは2017年からそれぞれ企画に参加するようになった。かつては、ラジオ福島も2006年9月まで企画ネット扱いで放送していたが、以降は同時ネットに変更したため、現在は夏休み企画に加わっている。
なお、MBSは2021年3月31日（水曜日）までテレビ・ラジオ兼営局であったため、当番組では同日の放送分までMBSラジオ局（ラジオ放送事業を統括する部門）のラジオ報道部が企画ネット方式の制作業務、技術関連の部署が放送業務を担っていた。兼営局時代の正式な社名は「毎日放送」であったが、放送上は当時から「MBSラジオ」という呼称を使用。この部門とラジオ放送免許が翌4月1日（木曜日）付で「株式会社MBSラジオ」へ移管されたことによって、「MBSラジオ」という呼称が社名にもなっている（「毎日放送」もJNN準基幹局扱いのテレビ単営局として存続している）が、企画ネット方式での放送は同日以降も続けられている。

### 北部九州エリア（福岡・佐賀県）内での放送形態
本社が福岡市内に所在するRKB毎日放送（法律上の放送対象地域は福岡県のみ）が基本として、TBSラジオ制作のJRN全国ネット版を単独番組として放送している。その一方で、2023年には、プロ野球（『RKBエキサイトホークス』枠でナイトゲーム）中継を編成していた期間（3月27日 - 10月19日）に限って企画ネットへ変更していた。自社制作による平日夕方の生ワイド番組（月 - 木曜日：『＃さえのわっふる』、金曜日：『仲谷一志・下田文代のよなおし堂』）において、この期間の17時台に「ホークスイニング0」（金曜分は「よなおしホークスイニング0」）というパートを設けたことに伴う措置で、当番組はこのパートへの内包コーナーとして放送されていた。いずれも17:30頃から10分間放送する。
2024年以降も、プロ野球シーズン中の火 - 金曜日に限って、「イニング0」を17時台に編成。さらに、同年3月まで通年で月曜日の19:00に設定していた『二丁目お茶の間劇場』（自社制作の生放送番組）の放送開始時刻を、4月1日から17:30に繰り上げた。このような事情から、プロ野球シーズン中の月曜日には『二丁目お茶の間劇場』、火 - 金曜日には「イニング0」への内包コーナー扱いで企画ネットによる放送を再開。月曜日のみ放送開始時間を17:35頃からに変更し、火 - 金曜日は前年に引き続き17;30頃から放送する。

### “ほっと”インフォメーション（後期）
『“ほっと”インフォメーション』は、『弦さんのサラリーマン情報』、『ホンダ イブニング・ダイアリー』からの流れで、1992年10月から続く長寿番組で、開始当初は三共株式会社（現在の第一三共・第一三共ヘルスケア）提供の『三共ホットインフォメーション』というタイトルだった。
『サラリーマン情報』時代から番組名・スポンサーは変わりつつも、基本的には若山弦蔵→荒川強啓が進行し、ビジネスマン向けの"仕事"・"余暇"・"特技"など毎週ひとつのテーマに沿ったミニ情報を届ける社会情報番組であった。『ネットワークトゥデイ』開始前から放送されているため当初は別番組扱いで、TBSラジオでは『ネットワークトゥデイ』が17:35スタートだった頃（1995年9月まで）は前座番組として17:30から『三共ホットインフォメーション』を放送していた。一方ネット局向けは事前に収録した5分間の録音放送であった。この当時、原稿（台本）を書く構成作家（スクリプター）として、主に菅沼定憲がアナウンスされていた。
日本コカ・コーラが「ジョージア」（同社の缶コーヒーブランド名）でスポンサーに付いた1999年4月から、『〇〇（スポンサー名）“ほっと”インフォメーション』に改題。『ネットワークトゥデイ』へ内包されるとともに、先述のビジネスマン向け情報からスポーツニュースの生放送枠に変わった。
なお、MBSでは『“ほっと”インフォメーション』も企画ネットで放送。2008年度までは、プロ野球シーズン中にナイトゲーム中継の直前情報、オフシーズンに阪神タイガース以外のスポーツニュースを独自編成で放送していた。同年度でコーナーとしての放送を終えてからも、ネットスポンサーが付いていた時期には、ネット向けのCMのみ自社制作の生ワイド番組の中で流していた。
前述の事情から、2019年3月29日放送分で終了。それ以後の番組後半の「その他のニュースとスポーツ」は、番組構成上この『サラリーマン情報→イブニングダイヤリー→ホットインフォメーション』の後継番組扱いとされている。WBSでは、コーナー名を「スポーツインフォメーション」に改題している。

## ニュースキャスター

### TBSラジオ・JRN各局向けのキャスター

#### 2024年4月以降のキャスター
担当ニュースデスク（※外山は現職のTBSテレビアナウンサー。内山はTBSテレビからTBSラジオ出向の報道デスク）
- 月曜日：内山研二[注 2]
- 火曜日：2024年10月以後担当者不定[注 3]
- 水曜日：中村尚登
- 木曜日：外山恵理（2022年6月までは隔週で担当）
- 金曜日：柴田秀一

中村・柴田はTBSの元アナウンサーで、TBSラジオで『荒川強啓 デイ・キャッチ!』に内包されていた最後期から外山とともに担当。ネット局からのニュースは、当該局のアナウンサーが伝える。
なお休暇、出張などでやむなく出演できない場合、主に現役アナウンサーがニュースデスクを担当する日に、他の現役アナウンサーが代理を担当することがあり、主に、土井敏之、清原正博、小笠原亘、稀にアナウンサー経験のないデスク（TBSラジオキャスターの加藤奈央など）が担当したこともある。

#### 過去のキャスター
- 荒川強啓
  - 『荒川強啓 デイ・キャッチ!』を休演する場合には、TBSラジオのニュースデスクのみが担当。荒川に代わって同番組のパーソナリティ代理を務めるTBSの男性アナウンサーは出演しなかった。
- 片桐千晶
  - 『荒川強啓 デイ・キャッチ!』の最終アシスタントで、「“ほっと”インフォメーション」のみニュースリーダー、17時半のコーナーオープニングと「“ほっと”インフォメーション」コーナーオープニングでタイトルコールを担当。『デイ・キャッチ!』を休演する場合には、アシスタント代理（TBSまたはフリーランスの女性アナウンサー）が、上記の役割を引き継いでいた。

TBSラジオでは、『若山弦蔵の東京ダイヤル954』→『荒川強啓 デイ・キャッチ!』に内包されていた関係で、内包先の番組のパーソナリティが当番組にも出演していた。番組開始当初は若山弦蔵のほかにTBSの報道アナウンサー（今村稔→中村尚登）が出演。ニュース原稿はアナウンサーが読んでいた。
『荒川強啓 デイ・キャッチ!』移行後2013年3月まで「ネットワークトゥデイ」のパートは、荒川が単独で担当。「ネットワークフラッシュ」「“ほっと”インフォメーション」では荒川と片桐をはじめデイ・キャッチ!の女性アシスタントが交互にニュースを読み上げていた。
2013年4月1日から2019年3月29日までは、番組開始当初のスタイルとほぼ同じで、パーソナリティー（荒川・片桐）とニュースデスクが担当。第1部は荒川がニュースの要点（ヘッドライン。新聞の「見出し」にあたる文面。例・○○が○○です、○○の○○です）を一言で伝え、ニュースデスクがリードと本編を伝えた。第2部の「ネットワーク・フラッシュ」ではニュースデスク、「“ほっと”インフォメーション」ではニュースデスクと片桐が交互にニュースを伝えていた。
なお、コーナーの冒頭では、荒川と当日出演のニュースデスクだけが氏名を名乗っており、片桐をはじめデイ・キャッチアシスタントはTBSラジオ以外では名前を出さずに出演していた。
ニュースデスク
- 今村稔
- 近藤美矩
- 品田亮太
- 木村郁美
- 堀井美香
- 笹川友里
- 長岡杏子
- 伊藤隆太
- 向井政生
- 小倉弘子
- 豊田綾乃
- 水野真裕美
- 伊藤隆佑[注 6]
- 高柳光希[注 7]
- 上村彩子

いずれもTBS→TBSテレビのアナウンサー経験者。他の担当者のうち、伊藤隆太・伊藤隆佑・小倉・豊田・山内・水野・高柳は2024年7月の時点でも現職のアナウンサー（伊藤隆太は報道局ニュースセンターの記者を兼務）。伊藤隆太と小倉は、ニュースデスクを退いてからも、後任の担当者が休演する日に随時代行している。

### 毎日放送→MBSラジオ
2021年10月4日（月曜日）以降は、「夕方もポチっとMラジ」（自社制作で曜日別に15:00から放送する生ワイド番組のレーベル枠）内の番組への内包コーナーとして17:30頃に放送。「今日のニュースのまとめ」というサブタイトルを独自に付けている。
『ノムラでノムラだ♪ EXトラ!』に内包されていた2009年7月30日までは、松井昭憲（元・毎日放送アナウンサーで、当時は専属パーソナリティとして在籍）が長らく担当していた。同番組では、2009年9月末まで、（松井を含めて）ニュースを担当するアナウンサーを“キャスター”と呼んでいた。松井の勇退後は、2013年度まで、基本として曜日ごとに担当のアナウンサーを固定。柏木宏之・加藤康裕・亀井希生・上田崇順・田丸一男・千葉猛が、16時台に内包の『MBSニュース』に続いて日替わりでニュースを伝えるとともに、当番組で主なニュースの背景を簡単に説明していた。ただし、月 - 木曜日に『ノムラでノムラだ♪』内、金曜日に『松井愛のすこ〜し愛して♥』内で放送していた2014年度からは、担当アナウンサーを固定していない。
また、金曜については、『板東英二金曜生BAN BAN』を編成していた2009年3月27日まで、独立番組として放送。同局のアナウンサーがローテーションでストレートニュースを読むだけであった。『ノムラでノムラだ♪』金曜日の放送開始を機に内包されたが、以降の生ワイド番組でも、担当のアナウンサーがストレートニュースを伝えるだけにとどまっている。ただし、2017年7月21日から12月22日までは、当時平日の夕方に放送されていた『上泉雄一のええなぁ!』の金曜分で「今日の注目ニュース」として構成。毎日放送ラジオ報道部の亘佐和子（わたり・さわこ）デスクがストレートニュースを手短に3本伝えたうえで、放送当日のニュースから注目度が特に高い1件のトピックをテーマに、同番組出演者とのクロストークを通じて背景や今後の見通しを解説していた。

### 和歌山放送
- 寺門秀介（和歌山放送アナウンサー：月・火・木曜日に担当）
- 高松良誠（舞夢プロ所属の和歌山放送契約アナウンサー：水・金曜日に担当）
- 笠野衣美（和歌山放送アナウンサー：金曜日に不定期で担当）

2016年3月28日以降（月曜日）は、『wbsニュース5』内の17:30頃から放送。他局での放送分と違って、和歌山県内のローカルニュースに特化している。
※「“ほっと”インフォメーション」はTBS版より30分遅く、18:10から5分間放送。

### RKBラジオ（2023年以降のプロ野球シーズン限定で編成される企画ネット版のみ）

#### 2024年4月以降
ニュースキャスター
- 下田文代（RKB毎日放送アナウンサー：月 - 金曜日）

クロストークのみ出演
- 坂口卓司（元RKB毎日放送アナウンサー：月曜日（2024年より）。二丁目お茶の間劇場パーソナリティ）
- 富永倫子（RKB毎日放送アナウンサー：月曜日（2024年より）。二丁目お茶の間劇場パーソナリティ）
- ナオキ[注 8]（むなかったん[注 9]：火曜日。イニング0パーソナリティ）
- あらた（むなかったん：木曜日・金曜日。イニング0パーソナリティ）
- 仲谷一志（金曜日。よなおし堂パーソナリティ）

2023年には、月 - 木曜分を『＃さえのわっふるホークスイニング0』、金曜分を『よなおしホークスイニング0』（いずれも生ワイド番組の17時台）で17:30から10分間内包。月 - 木曜分をRKBラジオの報道スタジオ、『仲谷一志・下田文代のよなおし堂』（下田がパーソナリティを務める生ワイド番組）に組み込まれていた金曜分を「ナッツ百道浜スタジオ」（RKB放送会館の1階に常設しているキャンピングカー）から放送していた。
2024年からは、月曜分の内包先番組を『二丁目お茶の間劇場』（17:30開始の生ワイド番組）に変更。火 - 木曜は前年に続き『＃さえのわっふる』・金曜分を『よなおし堂』内の「イニング0」パートに組み込む。水曜のクロストークはイニング0の週替わりのパーソナリティが担当する。
全国ニュースに加えて、北部九州（福岡・佐賀両県）向けのローカルニュースを放送。下田（休演時には同僚のアナウンサー）がニュースを伝え終えた後に、内包番組のパーソナリティとの間でクロストークを展開するところが他局版と異なる。

## 放送時間 （原則）

### TBSラジオ・JRN各局向け
- 月曜日 - 金曜日 17:30 - 17:44（JST）

なお、番組開始から1995年9月までは17:35 - 17:50、1995年10月から2019年3月までは17:30 - 17:46であった。
TBSでは2分間のステーションブレイクを挟んで17:46 - 17:48に交通情報・天気予報を放送し、その後に2分間のステーションブレイクを再度挟んで次枠番組に接続する。ネット局は1 - 3分のステーションブレイクをはさんで17:45 - 17:47に番組復帰（単独番組として放送している局は17:45から次番組がスタート）する。『デイ・キャッチ!』に内包されていた2019年3月29日放送分までは、『“ほっと”インフォメーション』の直後に、ステブレレスで『デイ・キャッチ!』のエンディングにつなげていた。『Session』に内包されていた2023年9月29日までは終了後にCMを挟んでから『Session』のエンディングパートへ接続していた。
現行の放送開始時間となった1995年10月以降、2019年3月までの長きにわたり『ニュースクリップ』（以前の『小沢昭一の小沢昭一的こころ』、『うわさの調査隊』、『メキキの聞き耳』）とセットで放送、17:15 - 17:45.20までを全国パートとしているネット局が少なくなかった。2009年4月3日まではRNCと関西地区、一時期のラジオ福島（RFC、2006年9月まで）を除き、最大JRN30局がこの体制だった。2009年4月改編で『うわさの調査隊』からトヨタ自動車グループがスポンサーを降板し、ローカルセールス格下げになったのを機にHBC・静岡放送(SBS)・CBCラジオ・中国放送(RCC)・南海放送(RNB)・RKBの6局が『うわ調』のネットを取り止める。2009年10月2日に『うわ調』が終了してからはTBC・RFCが後番組である『メキキの聞き耳』のネットを見送るなど、『ネットワークトゥデイ』の前座枠は年を経つほどに一部の局が独自色を出すようになり、『デイ・キャッチ!』終了と同時に当該枠のJRNネット扱いそのものが取りやめられたため、この流れが全国に拡大することになった。
ゴールデンウィークなど祝日の日中にプロ野球デーゲーム中継を放送するHBC・TBC・CBCラジオ・RCC（2022年まではRKBも）では、17:30までに中継が終了できない場合はCMのみネットし、全国ニュースは中継終了直後のローカルニュースで補完する。また、パ・リーグでは薄暮試合を適宜行うこと、また2021年のナイターシーズンは新型コロナウィルスの感染拡大防止の観点から、セ・リーグにおいてもゲーム自体を繰り上げる事態が発生しており、その場合これらの局ではナイター中継番組そのものを繰り上げるなどし、CMのみをナイター中継ならびに前座番組中に消化することで代替する場合がある。
radikoで単独番組扱いとなっている場合の番組紹介カット画像は、2023年9月までは各局任意（局名ロゴや、マスコットをあしらったものなど。四国放送のように独自にタイトルロゴを使った局もあった）だったが、2023年10月からTBS-Rでも単独番組化されていたため、一部局を除き統一されたロゴ（ブルーバックの真ん中に「ネットワークトゥディ」、一部局を除き右下に「今日のニュースを! 月～金17:30-17:45」と書かれたもの）が掲示されている（土曜版の『ウィークエンドネットワーク』も、これに準じたデザインで色違い〈オレンジ〉を使用している。放送時間はキー局のTBS-Rが15:55-16:00、他の裏送り用のネット局（MBS-R以外）は17:45 - 17:50と異なるので記載されていない）。

#### タイムテーブル

##### 2019年4月1日からの構成
- 17:30 タイトルコール（「○月○日○曜日、“ネットワークトゥデイ”。今日のニュースをまとめてお伝えします」）
  - CM
- 17:31 第1部「ネットワークトゥデイ」（本編）
  - 冒頭でニュースデスクが「こんにちは[注 11]、ニュースデスクの○○です。今日の主なニュースをお伝えします」とあいさつして始まる。
  - 17時38分ごろ、CM入り前のニュースの最後の部分でBGMが入る。
  - コーナー終わりで「“ネットワークトゥデイ”。今日の主なニュースをまとめてお伝えしました」と締める。
    - CM
- 17:40 第2部前半「その他のニュース・[日経平均株価][円相場]」
  - 「ニュースを続けます」とコメントして、第1部（本編）で伝えきれなかったその他のニュースをフラッシュ形式で紹介するとともに、日経平均株価と(東京外国為替市場)円相場の終値を伝える。株価と円相場はまれに前半で伝えることもある。
- 17:42 第2部後半「スポーツニュース」
  - BGMが入れ替わり、「続いてスポーツです」とコメントしてスポーツニュースを伝える。野球シーズン中の大抵の回は、日本人メジャーリーガーの成績のまとめが中心で、余りの時間にその他の主要なスポーツニュースを1-2項目伝えている、
  - 「ニュースとスポーツをお伝えしました」とコメントを置いて番組を終える。

##### 2019年3月29日までの構成
- 17:30 タイトルコール（荒川が「○月○日○曜日、ネットワークトゥデイ」と言い、次に片桐が「今日のニュースをまとめてお伝えします」と言う）
  - かつては番組オープニングにBGMが使われ、その日に伝えるニュースの項目をヘッドラインで紹介していた。2002年4月以降はいずれも消滅した（後述）。
- 17:31 - 17:38 第1部・ネットワークトゥデイ
  - 『デイ・キャッチ!』及び『ニュースクリップ』非ネット局に配慮して、冒頭に「こんにちは[注 11]、荒川強啓です」「ニュースデスクの○○です」とあいさつして始まる。
  - 2009年3月31日までの提供は日本特殊陶業（番組開始当初からの筆頭スポンサーであった）が、現在はスポンサー無し。かつては新キャタピラー三菱（現在のキャタピラージャパン）[注 12]及び国内キャタピラー販社各社などもスポンサーに加わっていた。なお、タイトルコール後のCM枠やヒッチハイク枠には出光興産などのスポンサー企業、国の行政機関やその関連法人、ACジャパンがパーティシペーションでスポットCMを放送している。
  - かつてはこの枠でネットを降りる局のために、最後にタイトルとスポンサーとの簡単な読み上げがあった。
- 17:39 - 17:41 第2部・ネットワーク・フラッシュ（1998年の秋改編時に新設）
  - BGMとともに始まり、フラッシュニュース形式で放送する。最初に当日の日経平均株価と円相場を伝える（『ネットワークトゥデイ』で日経平均・円相場を伝えた場合と祝日の放送では割愛され、そのままニュースに入る）。
  - 2007年11月、2008年1月にBGMが変わり、2007年11月からタイトルコールがなくなった。
  - また、かつてはネットワークフラッシュ（第2部）と“ほっと”インフォメーション（第3部）の間に入るスポットCMがほぼネットワークセールス扱い（※一部放送局を除く）だったが、やがてローカルスポット枠に変更された。
- 17:42 - 17:45 第3部・“ほっと”インフォメーション
  - BGMを流し、スポーツニュースを伝える。火曜日から金曜日まではプロ野球の先発投手の情報を伝える。過去（1999年4月 - ）に使用されていたテーマ曲はT-SQUAREの『TRIUMPH』（1995年発売の「Welcome to the Rose Garden」に収録/SRCL-3236）。
  - 2010年度ナイターオフから一時期月曜のみ、山崎真実によるトラックドライバーへのインタビューを主体にしたドライブガイド（事前収録）に変更していた（当時日曜に放送された『山崎真実のサンデー・グッド・サポート』の「サービスエリアミシュラン」のコーナーを放送）。
  - かつてはジョージア（日本コカ・コーラ）やゴルフ・ドゥの冠スポンサー番組であった。
  - SUZUKI提供時代（2008年10月 - 2009年9月）は冠スポンサー番組ではなかった。また、2009年度末までヒッチハイクでスポットCMを流していたKYOTEI→BOATRACE（競艇広報センター→競艇広報会）も、ノンスポンサーの頃はカウキャッチャーでスポットCMを流していた。
  - SUZUKIなどの提供クレジット読みは「〜でお送りします」は杉浦舞が読んでいたが、「〜でお送りしました」は坂本咲子が読んでいた。
  - 三菱ふそうの提供クレジットは「三菱ふそうの提供でお送りします」「この番組は、三菱ふそうの提供でお送りしました」
  - 2015年3月30日よりノンスポンサーとなり、CMは各局別に変更された。そのため、冒頭のアナウンスは「続いて、ほっとインフォメーション。今日のスポーツニュースをお伝えします」に変更され、終了後のアナウンス自体は無くなり、ネット局はステブレCM、TBSラジオでは『デイ・キャッチ!』のエンディングへ接続するようになった。
- 東日本大震災発生後の数か月間、『“ほっと”インフォメーション』では、三菱ふそうがCM及び冠スポンサーを自粛していた。女性アシスタントが「続いて、“ほっと”インフォメーションです」と言って、すぐスポーツニュース（月曜以外）に入る。終了後にACジャパンのCMを放送した後、一部の地域を除いて「明日（金曜の場合は、来週）も、スポーツ情報満載でお伝えします。お楽しみに」と言って番組が終わるようになっていた。

#### 以前
- 『ネットワークトゥデイ』開始当初、若山とニュースデスクが担当していた時代は、「時刻は5時35分を回りました、こんにちは、若山弦蔵です」「こんにちは、○○（ニュースデスク）です」と挨拶した後、その日の注目ニュースについての項目を数項目2人で紹介し、最後に「ネットワークトゥデイ。この番組は（スポンサー名）の提供でお送りします」→CM60秒（20秒3本）→「○月○日○曜日、ネットワークトゥデイ」と改めてコールした後、その日の本編。
- 荒川が担当するようになってからは、荒川が事前に録音した「ネットワークトゥデイ」のエコー入りタイトルコール→ニュースデスク（後に荒川）がその日のニュース数項目を述べ、その後スポンサー紹介→CM60秒（20秒3本）→「○月○日○曜日。こんにちは[注 11]、荒川強啓です」「こんにちは[注 11]、○○（ニュースデスク）です」（後者は後に省略）と述べて本編となっていた。その後、オープニングBGMの冒頭が流れるだけでCMへ入るようになった。

### 毎日放送→MBSラジオ
- 月曜日 - 金曜日 17:25頃 - 17:36頃
- 年末年始・祝日 17:30 - 17:35または17:38 - 17:43（放送上のタイトルは『MBSニュース』）
  - 2021年10月4日以降は、「夕方もポチッとMラジ」枠の生ワイド番組に内包。本編の前後には、内包先番組の出演者が「ネットワークトゥデイ 今日のニュースのまとめです（でした）」というアナウンスを入れる。ただし、『上泉雄一のええなぁ!』内で放送されていた2017年7月21日から12月22日までの金曜日には、パーソナリティの上泉雄一（毎日放送アナウンサー）が「ネットワークトゥデイ （金曜日は）『今日の注目ニュース』です（でした）」と紹介していた。
    - 2014年度までは、他局に先駆けて17:10頃に放送。『ノムラでノムラだ♪』を金曜日にも放送していた2011年4月1日までは、当番組に加えて、エンディング（17:40頃）に企画ネット形式で「ほっとインフォメーション」を放送していた（放送時間はたびたび変動）。以降は、「ほっとインフォメーション」というタイトルも付けずに、17:40頃にネットCMのみ放送している。
    - 『ノムラでノムラだ♪』に内包されていた時期（前述）までは、代々の生ワイド番組のアシスタントがタイトルの紹介を担当。ネットCMが付いていた時期には、提供クレジットも一緒に読んでいた。ただし、『松井愛のすこ〜し愛して♥』内で放送していた2014年度の金曜分のみ、メインパーソナリティの松井愛（毎日放送アナウンサー）がタイトルを伝えていた。
- 『ネットワーク・フラッシュ』は放送しないが、東京株式市場の営業日には必ず、『ネットワークトゥデイ』（または16時台後半→「夕方もポチッとMラジ」内では15時台後半の『MBSニュース』）の最後で担当アナウンサーが当日の日経平均株価終値と円相場を伝える。『ノムラでノムラだ♪』内で放送していた2010年の初頭と、日本国内におけるインフルエンザ感染者総数が最も多い2017年度の冬期（2018年の初頭）には、病院で診察を受けた新型インフルエンザ感染者数（放送週における都道府県別の平均人数）の推移を金曜日のニュースで必ず報じていた。
  - 『ノムラでノムラだ♪』内で放送していた2007年7月までは、17:31頃に『ネットワーク・フラッシュ』枠のネットCMを放送。チューリッヒ提供だった時代に存在した生コマーシャルについては、『MBSタイガースナイター』（当時のプロ野球中継）などのアシスタントが同じ内容を読み上げていた。
  - 『“ほっと”インフォメーション』は2010年から、17:45頃に『三菱ふそう“ほっと”インフォメーション』を企画ネットで放送。原則として、スポンサーCMのみネット受けで流している。ただし、過去に創価学会と聖教新聞のCMが入ったときには、当時の局の方針により差し替えられていた。
    - 2008年度までは、プロ野球シーズン中に『MBSタイガースナイター』で試合直前の情報（ナイトゲームの先発投手・デーゲームの途中経過など）、シーズンオフには『太田幸司の熱血!!タイガーススタジアム』で阪神タイガース以外のスポーツニュースを独自編成で放送していた。
    - 2010年のナイターオフ編成では、月曜のドライブガイドのみ、独立番組として『ノムラでノムラだ♪ EXトラ!』の直後（17:54 - 18:00）に放送。火 - 金曜の放送では、企画ネット枠を同番組のエンディング（17:50頃）に移動していた。
    - 『ノムラでノムラだ♪』の金曜版が『畑中ふう・大桃美代子のてふてふ』に変わった2011年のナイターイン編成では、両番組に内包される形で、全曜日17:40頃に企画ネット形式で放送されていた。しかし、同年のナイターオフ編成からは、CMのみの放送にとどめている。
    - 年末年始及び祝日は特別番組が編成される場合があり、その場合は土曜日の『ウィークエンドネットワーク』と同様、先述の時間に単独番組として編成される。また編成上のタイトルでは『ネットワークトゥデイ』となっているが実際は他の曜日・時間帯に単独番組として放送されている『MBSニュース』と同じ体裁で、『ネットワークトゥデイ』を放送上のタイトルに用いていない。プロ野球シーズン中の祝日やゴールデンウィーク期間中は『MBSベースボールパーク』として阪神タイガース戦のデーゲーム中継が編成される場合があり、デーゲーム中継延長時は時間を繰り下げて中継終了直後から5分間放送する。

### 和歌山放送
- 月曜日 - 金曜日 17:30 - 17:38
  - 2016年3月28日以降は、『wbsニュース5』に内包（それ以前からの『wbsニュースきょう・あす』などの代からも、独自内容を放送していた）。放送時間は、当日の番組内容により多少の変動あり。
  - 冒頭にパーソナリティーが「ここからは和歌山県内のローカルニュースを中心にまとめてお伝えする…」との説明がある。『ネットワークトゥデイ』としては上記の時間帯であり、2本目の全国ネットCMが終わった後に一旦「ここまではネットワークトゥディでした」と述べて中締めをしているが、実際には17:46ごろまで県内ニュースが放送されている。（金曜日のみ『ネットワークトゥディ』明けのローカルニュースコーナーは協賛スポンサーが独自についているため『和歌山TODAY』[注 13]というコーナー名が付いている。）
  - TBSで放送された全国ニュースは、概ね月 - 水曜日の17:50前後からの「ニュース5トピックス」で抜粋して伝えている。（木・金曜日は独自のコーナーを流すため、全国ニュースを取り上げる時間帯がほとんどない）
  - 『“ほっと”インフォメーション』はローカルで18:10 - 18:15に放送している。ホンダ→三共→オロナミンC提供時代の地方局の一般的放送枠をそのまま維持している。
  - 毎年12月24日・25日に放送される、『ラジオ・チャリティー・ミュージックソン』が平日にあたる場合、番組は通常通り自社制作で放送されるが、内容はほとんどが愛の泉からの中継など番組関連のものである。その他の和歌山県内のニュースはその後にまとめて放送されている。

### RKBラジオ
- プロ野球シーズン（基本として年度上半期）：月曜日 - 金曜日 17:30 - 17:40（2023年度）→月曜日 17:35 - 17:45，火曜日 - 金曜日 17:30頃 - 17:40頃（2024年度以降）
  - 2023年度から、企画ネット方式で自社制作の生ワイド番組に内包（詳細前述）。
  - 2024年度から、月曜日の『二丁目お茶の間劇場』が福岡ソフトバンクホークスのナイトゲーム中継（RKBエキサイトホークス）により休止する場合は、17:28分から5分間独立番組として放送。この場合は、下田以外のアナウンサーが全国ニュースとローカルニュースを伝えるのみとなる。
- プロ野球オフシーズン（基本として年度下半期）：月曜日 - 金曜日 17:30 - 17:45（単独番組としてTBSラジオ発のJRN版を同時ネットで放送）
  - 2022年度までは、プロ野球シーズンを含めた通年で同時ネットを実施。当時から、『RKBエキサイトホークス』としてデーゲーム中継を放送する場合には、中継カードの試合展開に応じて休止の措置を講じている。

## ネット局
2025年度以降の放送形態に沿って記述。太字で記したネット局と放送期間では、企画ネット方式で放送している。
| 放送対象地域   | 放送局                     | 内包ワイド番組 |
| -------------- | -------------------------- | --- |
| 関東広域圏     | TBSラジオ                  | - 制作局 - 『荻上チキ・Session』（17:00-20:00） |
| 北海道         | 北海道放送（HBC）          | - 年度上半期 - 単独番組 |
| 北海道         | 北海道放送（HBC）          | - 年度下半期 - 月曜 - 木曜：『After Beat〜アフタービート〜』（16:00-18:30） - 金曜：単独番組 |
| 青森県         | 青森放送（RAB）            | 単独番組 |
| 岩手県         | IBC岩手放送                | 単独番組 |
| 秋田県         | 秋田放送（ABS）            | 単独番組 |
| 山形県         | 山形放送（YBC）            | 単独番組 |
| 宮城県         | 東北放送（TBC）            | - 月曜 - 木曜：『tbc Today』（16:55-18:15（ナイターシーズンは17:59まで）） - 金曜：『シロクジTUNE』（16:00-18:15（ナイターシーズンは17:59まで））                                                         |
| 福島県         | ラジオ福島（rfc）          | 『ORANGE TIME』（16:15-18:45） |
| 新潟県         | 新潟放送（BSN）            | - 月曜 - 木曜：『四畳半スタジオ』（14:00-18:00） - 金曜：『スーパー・ササダンゴ・マシンのセッパン!』（16:00-19:00）                                                                                       |
| 長野県         | 信越放送（SBC）            | 単独番組 |
| 山梨県         | 山梨放送（YBS）            | 単独番組 |
| 富山県         | 北日本放送（KNB）          | 単独番組 |
| 石川県         | 北陸放送（MRO）            | 『あなたの時間 イブニング・レディオ』（16:45-18:30） |
| 福井県         | 福井放送（FBC）            | 単独番組 |
| 静岡県         | 静岡放送（SBS）            | 単独番組 |
| 中京広域圏     | CBCラジオ                  | 『ドラ魂キング』（月曜：16:00-18:00、火曜 - 金曜：16:00-19:00（ナイターシーズンは17:53まで）） |
| 広島県         | 中国放送（RCC）            | 単独番組 |
| 山口県         | 山口放送（KRY）            | 単独番組 |
| 鳥取県・島根県 | 山陰放送（BSS）            | 『Mポイント』（17:15-18:30） |
| 岡山県         | RSK山陽放送                | 単独番組 |
| 香川県         | 西日本放送（RNC）          | 『RNCイヴニング415』（16:15-18:15） |
| 愛媛県         | 南海放送（RNB）            | 『ニュースな時間』（15:40-18:15） |
| 高知県         | 高知放送（RKC）            | 単独番組 |
| 徳島県         | 四国放送（JRT）            | 単独番組 |
| 長崎県・佐賀県 | - 長崎放送 - NBCラジオ佐賀 | 『ONOUE BASE』（17:15-18:20） |
| 熊本県         | 熊本放送（RKK）            | 単独番組 |
| 大分県         | 大分放送（OBS）            | - 月曜 - 木曜：単独番組 - 金曜：『フライトPark〜出発時刻は夕方4時30分!』（16:30-18:20） |
| 宮崎県         | 宮崎放送（MRT）            | 単独番組 |
| 鹿児島県       | 南日本放送（MBC）          | 単独番組 |
| 沖縄県         | 琉球放送（RBC）            | 『わんDAY』（17:00-20:00） |
| 近畿広域圏     | MBSラジオ                  | - 月曜 - 金曜 17:30 - 17:38 - 『夕方もポチッとMラジ』枠（15:00-17:45） |
| 近畿広域圏     | MBSラジオ                  | - 年末年始・祝日 17:30 - 17:35または17:38 - 17:43 - 単独番組 |
| 和歌山県       | 和歌山放送（wbs）          | - 月曜 - 金曜 17:30 - 17:38 - 『wbsニュース5』（16:59:40-18:24） |
| 福岡県         | RKBラジオ                  | - 年度上半期 - 月曜 - 金曜 17:35 - 17:45 - 月曜日：『二丁目お茶の間劇場』（17:30-21:00） - 火曜 - 木曜日：『＃さえのわっふる』（13:00-17:48） - 金曜日：『仲谷一志・下田文代のよなおし堂』（14:00-17:48） |
| 福岡県         | RKBラジオ                  | - 年度下半期 - 月曜 - 金曜 17:30 - 17:44 - 単独番組 |

- 内包ワイド番組のうち、HBC『After Beat〜アフタービート〜』、BSN『スーパー・ササダンゴ・マシンのセッパン!』、BSS『Mポイント』、RNC『RNCイヴニング415』、OBS『フライトPark〜出発時刻は夕方4時30分!』、RBC『わんDAY』においてはradikoなどの番組上では独立した枠として扱われている。
- NPB加盟球団の本拠地が放送対象地域内にあるネット局（HBC、TBC、CBC、RCC、MBS、RKB）では、NPBのデーゲーム（主に地元球団が関与する公式戦）中継が当番組の時間帯と重なる場合に当番組を休止することがある。またナイトゲームの試合開始が18時より前となる場合、試合中継の前座番組を繰り上げる措置を講じるため同じく当番組を休止することがある。

### 取材網
MBSでは、当番組向けの報道素材の製作とJRNへの配信をTBSラジオ経由で裏送りしている。JNN素材（『ひるおび!JNNニュース』など）で放送されたMBSからの上りニュースの内容をTBS側が録音・編集して放送する。
大部分のネット局（民放AM局が1局のみの地域）では、文化放送制作の『ニュース・パレード』もネットしている（これは、基は深夜放送＜22時半＞であったのが、1980年10月に『ニュース・パレード』が17時台に時間移動したことによるための名残りである）。これらの局の取材担当地域内で事件や事故が起こった際、各担当局は報道素材について『ニュース・パレード』向けと当番組向けの二重制作を行っている。
1997年9月までは、岡山県と香川県はテレビと同じく対岸を挟んでの単独加盟であったが、香川県の西日本放送がJRNに新規加盟（と同時に山陽放送もNRNに新規加盟）によるクロスネット局化したため、同年10月から当番組のネットを開始した（直前の「うわさの調査隊」は当時からネットされていなかった）ことにより、それまで岡山県・香川県の取材エリアであった山陽放送は岡山県のみの取材エリアとなった。
ニュースデスクは、地方取材の場合「『○○放送』からお伝えします」/「『○○放送』からでした（お伝えしました）」と言う。IBC岩手放送を「岩手放送」、福岡のRKB毎日放送を「毎日放送」と略すこともあった。佐賀からの取材の場合は長崎放送の本社が担当でも「NBCラジオ佐賀」と言う。2006年までは放送局名ではなく放送局の所在都市を言っていた（他時間帯のTBSニュースでは現在も都市名で言っている。）。一時期は知名度の高い略称で紹介していたこともあった。放送局名に県名・所在都市名が含まれない場合に、都市名を言ってから、続けて放送局名を紹介することもある（例：「名古屋・CBCラジオ（旧・中部日本放送）」など。MBSの取材エリアである近畿2府4県の場合はどの地域で取材しても「大阪・MBSラジオ」という）。